# Grand Prix Evropy 2016
Grand Prix Evropy 2016 (formálně zvaná 2016 Formula 1 Grand Prix of Europe) se jela na nově postavené městské trati v Baku v Ázerbájdžánu 19. června 2016. Závod byl osmým kolem sezóny 2016 a byl označen jako třiadvacátá Grand Prix Evropy v rámci šampionátu Formule 1. Závod se jel v roce 2016 poprvé na této městské trati i v Ázerbájdžánu vůbec. Kvalifikaci i závod vyhrál lídr průběžného pořadí jezdců Nico Rosberg (jezdec týmu Mercedes AMG) druhé místo získal Sebastian Vettel (jezdec týmu Ferrari) a třetí místo získal Sergio Pérez (jezdec týmu Force India).

## Kvalifikace
| Poř.                       | No. | Jezdec            | Konstruktér               | Časy v kvalifikaci | Časy v kvalifikaci | Časy v kvalifikaci | Pořadí na startu |
| Poř.                       | No. | Jezdec            | Konstruktér               | Q1                 | Q2                 | Q3                 | Pořadí na startu |
| -------------------------- | --- | ----------------- | ------------------------- | ------------------ | ------------------ | ------------------ | ---------------- |
| 1                          | 6   | Nico Rosberg      | Mercedes                  | 1:43.685           | 1:42.520           | 1:42.758           | 1                |
| 2                          | 11  | Sergio Pérez      | Force India-Mercedes      | 1:44.462           | 1:43.939           | 1:43.515           | 7                |
| 3                          | 3   | Daniel Ricciardo  | Red Bull Racing-TAG Heuer | 1:44.570           | 1:44.141           | 1:43.966           | 2                |
| 4                          | 5   | Sebastian Vettel  | Ferrari                   | 1:45.062           | 1:44.461           | 1:43.966           | 3                |
| 5                          | 7   | Kimi Räikkönen    | Ferrari                   | 1:44.936           | 1:44.533           | 1:44.269           | 4                |
| 6                          | 19  | Felipe Massa      | Williams-Mercedes         | 1:45.494           | 1:44.696           | 1:44.483           | 5                |
| 7                          | 26  | Daniil Kvjat      | Toro Rosso-Ferrari        | 1:44.694           | 1:44.687           | 1:44.717           | 6                |
| 8                          | 77  | Valtteri Bottas   | Williams-Mercedes         | 1:44.706           | 1:44.477           | 1:45.246           | 8                |
| 9                          | 33  | Max Verstappen    | Red Bull Racing-TAG Heuer | 1:44.939           | 1:44.387           | 1:45.570           | 9                |
| 10                         | 44  | Lewis Hamilton    | Mercedes                  | 1:44.259           | 1:43.526           | 2:01.954           | 10               |
| 11                         | 8   | Romain Grosjean   | Haas-Ferrari              | 1:45.507           | 1:44.755           |                    | 11               |
| 12                         | 27  | Nico Hülkenberg   | Force India-Mercedes      | 1:44.860           | 1:44.824           |                    | 12               |
| 13                         | 55  | Carlos Sainz Jr.  | Toro Rosso-Ferrari        | 1:44.827           | 1:45.000           |                    | 18               |
| 14                         | 14  | Fernando Alonso   | McLaren-Honda             | 1:45.525           | 1:45.270           |                    | 13               |
| 15                         | 21  | Esteban Gutiérrez | Haas-Ferrari              | 1:45.300           | 1:45.349           |                    | 14               |
| 16                         | 12  | Felipe Nasr       | Sauber-Ferrari            | 1:45.549           | 1:46.048           |                    | 15               |
| 17                         | 88  | Rio Haryanto      | MRT-Mercedes              | 1:45.665           |                    |                    | 16               |
| 18                         | 94  | Pascal Wehrlein   | MRT-Mercedes              | 1:45.750           |                    |                    | 17               |
| 19                         | 22  | Jenson Button     | McLaren-Honda             | 1:45.804           |                    |                    | 19               |
| 20                         | 9   | Marcus Ericsson   | Sauber-Ferrari            | 1:46.231           |                    |                    | 20               |
| 21                         | 20  | Kevin Magnussen   | Renault                   | 1:46.348           |                    |                    | PL               |
| 22                         | 30  | Jolyon Palmer     | Renault                   | 1:46.394           |                    |                    | 21               |
| 107% času vítěze: 1:50.942 |     |                   |                           |                    |                    |                    |                  |
| Zdroj:                     |     |                   |                           |                    |                    |                    |                  |

Poznámky
1. 1 2  Sergio Pérez a Carlos Sainz Jr. obdrželi trest posunu o 5 míst vzad kvůli neplánované výměně převodovky.
2. 1 2  Daniel Ricciardo a Sebastian Vettel zajeli shodný čas. Ricciardo tohoto času dosáhl dříve a díky tomu startoval před Vettelem.
3. ↑  Kevin Magnussen obdržel trest posunu o 5 míst vzad kvůli neplánované výměně převodovky. Kromě toho musel startovat z boxové uličky, protože jeho auto bylo upraveno v podmínkách Parc Fermé.

## Závod
| Poř.   | No. | Jezdec            | Konstruktér               | Počet kol | Čas/Odstoupení | Pořadí na startu | Body |
| ------ | --- | ----------------- | ------------------------- | --------- | -------------- | ---------------- | ---- |
| 1      | 6   | Nico Rosberg      | Mercedes                  | 51        | 1:32:52.366    | 1                | 25   |
| 2      | 5   | Sebastian Vettel  | Ferrari                   | 51        | +16.696        | 3                | 18   |
| 3      | 11  | Sergio Pérez      | Force India-Mercedes      | 51        | +25.241        | 7                | 15   |
| 4      | 7   | Kimi Räikkönen    | Ferrari                   | 51        | +33.102        | 4                | 12   |
| 5      | 44  | Lewis Hamilton    | Mercedes                  | 51        | +56.335        | 10               | 10   |
| 6      | 77  | Valtteri Bottas   | Williams-Mercedes         | 51        | +1.00.886      | 8                | 8    |
| 7      | 3   | Daniel Ricciardo  | Red Bull Racing-TAG Heuer | 51        | +1:09.229      | 2                | 6    |
| 8      | 33  | Max Verstappen    | Red Bull Racing-TAG Heuer | 51        | +1.10.696      | 9                | 4    |
| 9      | 27  | Nico Hülkenberg   | Force India-Mercedes      | 51        | +1.17.708      | 12               | 2    |
| 10     | 19  | Felipe Massa      | Williams-Mercedes         | 51        | +1.25.375      | 5                | 1    |
| 11     | 22  | Jenson Button     | McLaren-Honda             | 51        | +1.44.817      | 19               |      |
| 12     | 12  | Felipe Nasr       | Sauber-Ferrari            | 50        | +1 kolo        | 15               |      |
| 13     | 8   | Romain Grosjean   | Haas-Ferrari              | 50        | +1 kolo        | 11               |      |
| 14     | 20  | Kevin Magnussen   | Renault                   | 50        | +1 kolo        | PT               |      |
| 15     | 30  | Jolyon Palmer     | Renault                   | 50        | +1 kolo        | 21               |      |
| 16     | 21  | Esteban Gutiérrez | Haas-Ferrari              | 50        | +1 kolo        | 14               |      |
| 17     | 9   | Marcus Ericsson   | Sauber-Ferrari            | 50        | +1 kolo        | 20               |      |
| 18     | 88  | Rio Haryanto      | MRT-Mercedes              | 49        | +2 kola        | 16               |      |
| Ret    | 14  | Fernando Alonso   | McLaren-Honda             | 42        | Převodovka     | 13               |      |
| Ret    | 94  | Pascal Wehrlein   | MRT-Mercedes              | 39        | Brzdy          | 17               |      |
| Ret    | 55  | Carlos Sainz Jr.  | Toro Rosso-Ferrari        | 31        | Zavěšení       | 18               |      |
| Ret    | 26  | Daniil Kvjat      | Toro Rosso-Ferrari        | 6         | Zavěšení       | 6                |      |
| Zdroj: |     |                   |                           |           |                |                  |      |

Poznámky
1. ↑  Kimi Räikkönen obdržel penalizaci 5 sekund za přejetí čáry při vyjíždění z boxové uličky.

## Průběžné pořadí po závodě
Pohár jezdců
|   | Pořadí | Jezdec           | Body |
| - | ------ | ---------------- | ---- |
|   | 1      | Nico Rosberg     | 141  |
|   | 2      | Lewis Hamilton   | 117  |
|   | 3      | Sebastian Vettel | 96   |
| 1 | 4      | Kimi Räikkönen   | 81   |
| 1 | 5      | Daniel Ricciardo | 78   |

Pohár konstruktérů
|  | Pořadí | Konstruktér               | Body |
|  | ------ | ------------------------- | ---- |
|  | 1      | Mercedes                  | 258  |
|  | 2      | Ferrari                   | 177  |
|  | 3      | Red Bull Racing-TAG Heuer | 140  |
|  | 4      | Williams-Mercedes         | 90   |
|  | 5      | Force India-Mercedes      | 59   |